# Tibtenga (Kaya)
Pour les articles homonymes, voir Tibtenga.
Tibtenga est une localité située dans le département de Kaya de la province du Sanmatenga dans la région Centre-Nord au Burkina Faso.

## Géographie
Tibtenga est situé à 3 km au nord-est de Namsigui, à 4 km au nord-ouest de Dem et à environ 30 km au nord-ouest du centre de Kaya, la principale ville de la région. Le village est traversé par la route nationale 15 reliant à Kaya à Kongoussi.

## Éducation et santé
Le centre de soins le plus proche de Tibtenga est le centre de santé et de promotion sociale (CSPS) de Namsigui tandis que le centre hospitalier régional (CHR) se trouve à Kaya.
Tibtenga possède une école primaire publique.